# Osmia damascena
Osmia damascena là một loài Hymenoptera trong họ Megachilidae. Loài này được Pérez mô tả khoa học năm 1911.